# Jacob Alexander Lundmark

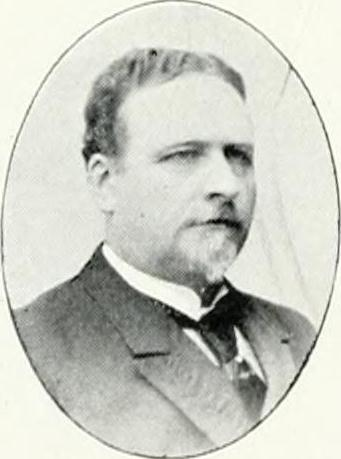
J.A. Lundmark.

Jacob Alexander Lundmark, vanligen kallad J.A. Lundmark, född 5 februari 1845 i Norrsunda socken, Stockholms län, död 24 januari 1907 i Söderhamn, var en svensk bankdirektör och kommunalpolitiker.
Lundmark avlade studentexamen i Uppsala 1865 och var smidesbokhållare 1868–76, köpman 1877–82 och bruksförvaltare vid Ljusne järnverk 1883–86. Han blev sifferrevisor vid Helsinglands Enskilda Bank 1886, ledamot av dess centralstyrelse 1888, vice verkställande direktör samma år och verkställande direktör 1892, en befattning vilken han behöll intill sin död.  
Lundmark var från 1895 även ledamot av styrelsen för Söderhamns stads Sparbank. Han var ledamot av Söderhamns stadsfullmäktige, vice ordförande i dess beredningsutskott, samt av kyrko- och skolråden.